# Jonathan Blanes
Jonathan Blanes, vollständiger Name Jonathan Blanes Núñez, (* 10. März 1987 in Paysandú) ist ein uruguayischer Fußballspieler.

## Karriere
Der 1,75 Meter große Mittelfeldakteur Blanes gehörte von der Clausura 2007 bis einschließlich der Clausura 2009 dem Kader des in Montevideo ansässigen Vereins Racing an. 2008 stieg er mit der Mannschaft aus der Segunda División auf. In der Saison 2008/09 stehen dort sieben Torerfolge für Ramírez in der Primera División zu Buche. Die Apertura 2009 und die Clausura 2010 verbrachte er in Reihen des argentinischen Klubs Atlético Tucumán. Fünf Spiele und ein Tor in der Spielzeit 2009/10 der Primera División weist die Statistik für ihn aus. Im August 2010 wurde er an den uruguayischen Erstligisten Liverpool Montevideo verliehen, für den er in der Saison 2010/11 in 14 Erstligapartien (zwei Tore) und zwei Begegnungen (kein Tor) der Copa Libertadores auflief. Im September 2012 schloss er sich dem in Las Piedras beheimateten Verein Juventud an. Dort bestritt er in den Spielzeiten 2012/13 und 2013/14 14 bzw. 25 Erstligaspiele und schoss drei bzw. sieben Tore. Zur Apertura 2014 wechselte er wieder ins benachbarte Montevideo zu River Plate Montevideo. Seither (Stand: 14. September 2016) wurde er weder in der höchsten uruguayischen Spielklasse eingesetzt noch ist eine Kaderzugehörigkeit für ihn verzeichnet.